# Conger
Conger es un género de peces anguiliformes perteneciente a la familia de los cóngridos. 
Incluye algunos de los especímenes más grandes de anguiliformes, de hasta 3 m de longitud, como es el caso del congrio europeo. A menudo se observan grandes congrios durante el día en distintas partes del mar Mediterráneo, y tanto los congéneres europeos como los estadounidenses a veces son capturados por pescadores a lo largo de las costas europeas y norteamericanas.

## Especies
Este género contiene las siguientes especies:
- Conger cinereus (Rüppell, 1830)
- Conger conger (Linnaeus, 1758) (Congrio común)
- Conger erebennus (D. S. Jordan & Snyder, 1901)
- Conger esculentus (Poey, 1861)
- Conger japonicus Bleeker, 1879
- Conger macrocephalus (Robert H. Kanazawa, 1958)
- Conger myriaster (Brevoort, 1856)
- Conger oceanicus (Mitchill, 1818)
- Conger oligoporus (Kanazawa, 1958)
- Conger orbignianus (Valenciennes, 1842)
- Conger philippinus (Kanazawa, 1958)
- Conger triporiceps (Kanazawa, 1958)
- Conger verreauxi (Kaup, 1856)
- Conger wilsoni (Bloch & J. G. Schneider, 1801)

## Pesca
Los primeros registros sobre la pesca del congrio datan del siglo XII; los impuestos normandos denominados Pipe Roll registraron dos éperquerie en Guernsey y uno en Sark, que fueron designados como lugares donde se secaba el congrio.
Una especie de congrio, Conger myriaster, es un importante pez comestible en el este de Asia, que a menudo se sirve como sushi.

## Comportamiento
Los congrios son depredadores y pueden atacar a los humanos. En julio de 2013, un buzo fue atacado por un ejemplar en Killary Harbour, Irlanda, a una profundidad de 25 metros. La anguila mordió un gran trozo de su cara. El buzo informó que la criatura tenía más de 1,8 m de largo y "aproximadamente el ancho de un muslo humano". 